# Code voor schepen voor bijzondere doeleinden
De Code voor schepen voor bijzondere doeleinden (Code of Safety for Special Purpose Ships of Special Purpose Ships Code, SPS-code) is de IMO-standaard op het gebied van schepen met een bijzondere taak. Met resolutie A.534(13) werd op 13 mei 2008 bepaald dat de code op 1 juli 2009 van kracht zou worden. De code vervangt de 1983 SPS-code.
De code is van toepassing op schepen die naast de bemanning aanvullend personeel aan boord hebben om specifieke taken uit te voeren. Onder SOLAS zou een schip dat meer dan 12 passagiers meevaart als passagiersschip worden beschouwd en aan aanvullende eisen moeten voldoen. Onder de SPS-code zijn deze eisen minder streng, zolang het aanvullende personeel aan bepaalde voorwaarden voldoet, waaronder training en bekendheid met het schip.